# Lismori (Ort)
Lismori ist eine osttimoresische Siedlung im Suco Madabeno (Verwaltungsamt Laulara, Gemeinde Aileu).

## Geographie
Lismori ist ein Dorf an der Südgrenze der Aldeia Lismori, auf einer Meereshöhe von 711 m. Kleine Siedlungen liegen in der Aldeia noch weiter im Norden. Eine Straße führt vom Ort Lismori in die benachbarte Aldeia Desmanhata und bildet die Verbindung zur Außenwelt. Die nächste größere Siedlung ist hier der Weiler Malaeurhei (Meereshöhe 1013 m), der in Luftlinie etwa 700 Meter weiter südöstlich liegt. Da die Orte sich an einem Nordhang befinden, beträgt die Entfernung auf der Straße über zwei Kilometer. Südlich des Ortes Lismori fällt das Land 400 m ab bis zum einen Kilometer entfernten Bemos, einem Quellfluss des Rio Comoro, der aber nur in der Regenzeit Wasser führt.
Im Ort Lismori befindet sich eine Grundschule.